# Ptychotis meisneri
Ptychotis meisneri är en flockblommig växtart som beskrevs av Otto Wilhelm Sonder. Ptychotis meisneri ingår i släktet Ptychotis och familjen flockblommiga växter. Inga underarter finns listade i Catalogue of Life.